# Cece United FA
Die Cece United Football Academy ist ein liberianischer Fußballverein. Beheimatet ist der Verein in der Hauptstadt Monrovia. Ab der Saison 2024/25 spielt der Verein in der zweiten Liga des Landes, der Second Division.

## Erfolge
- Liberianischer Zweitligameister: 2021/22  ▲

## Stadion
Der Verein trägt seine Heimspiele im Antoinette Tubman Stadium in Monrovia aus. Das Stadion hat ein Fassungsvermögen von 10.000 Personen. Eigentümer der Sportanlage ist die Liberia Football Association.